# Лука (Мурьянка)
Епи́скоп Лука́ (в миру Ма́рк Петро́вич Мурья́нка; род. 10 ноября 1951, Филадельфия, Пенсильвания) — архиерей Русской православной церкви заграницей, епископ Сиракузский (с 2019), викарий Восточно-Американской епархии; настоятель Джорданвилльского Свято-Троицкого монастыря (с 2008), ректор Свято-Троицкой духовной семинарии в Джорданвилле (с 2008).

## Биография
Родился 10 ноября 1951 года в Филадельфии, штат Пенсильвания, США, в православной русинской семье, выходцев из Карпатской Руси. Отец — Пётр Степанович Мурьянка (1924—2001). Мать — Ольга Васильевна Мурьянка (1926—23.07.2008), потомки эмигрантов из Карпатской Руси, эмигрировавших в начале XX века в США из Австро-Венгрии.
В крещении был наречён в честь святого апостола Марка и с детства посещал церковь Архангела Михаила в Филадельфии, принадлежавшую в тот период времени к русской Северо-Американской митрополии.
В период обучения в Хартвикском колледже в городе Онеонта, штат Нью-Йорк, узнал о существовании Свято-Троицкого монастыря в Джорданвилле от профессора Борислава Петровича Свракова, который привёз юношу впервые в обитель и в дальнейшем регулярно брал его туда по выходным дням. В это время Марк принял решение стать монахом и добился согласия родителей на поступление в Свято-Троицкую семинарию в Джорданвилле, куда он поступил по окончании в 1973 году Хартвикского колледжа.
По прибытии в монастырь подал прошение на поступление послушником в братию. В 1976 году на праздник святого Моисея Угрина настоятель монастыря архиепископ Лавр (Шкурла) принял юношу в послушники, после чего молодой человек трудился в переплётной мастерской и писал иконы. С особой теплотой архимандрит Лука вспоминал об одном из первых послушаний: «Три года работал на огороде с отцом Гермогеном, простым монахом, простым человеком, но с абсолютно правильным духовным устроением. Придешь к нему в плохом настроении, в унынии, а он скажет: „Разве можно жить по настроению? Святые отцы говорили, что всё это не настроение вовсе, а страсти“». В 1978 году окончил Свято-Троицкую семинарию. Продолжил обучение в Сиракьюсском университете.
Великим постом 1980 года был пострижен архиепископом Лавром в малую схиму с наречение имени Лука в честь апостола и евангелиста Луки. 12 июля 1981 года, в день апостолов Петра и Павла, епископом Сиракузским Лавром (Шкулой) был хиротонисан во иеромонаха.
Как о добром советчике вспоминает архимандрит Лука о митрополите Лавре, многолетнем настоятеле обители и ректоре семинарии: «Владыка Лавр очень осторожно, не спеша молился о принятии какого-либо решения. Но иногда ответ требовался безотлагательно. Я в таких случаях, бывало, прямо из исповедальни бежал в алтарь, чтобы получить его совет. Их я помню по сей день, и передаю эти мудрые советы другим».
C 1979 года преподавал в семинарии апологетику, затем Новый Завет, Вероучение и Сравнительное богословие. В течение ряда лет был инспектором семинарии, а позднее её деканом. Работал над докторской степенью в Университете штата Нью-Йорк в Олбани.
21 октября 1991 года Архиерейский синод РПЦЗ постановил возвести иеромонаха Луку в сан игумена «за его старательное несение монастырских послушаний и за его усердные труды в Свято-Троицкой семинарии». В 1992 году назначен благочинным Сиракузско-Троицкой епархии епархии. 4 апреля 1994 года решением Архиерейского синода РПЦЗ награждён крестом с украшениями «за ревностное служение Святой Церкви Христовой».
В Свято-Троицком монастыре в Джорданвилле в течение ряда лет исполнял послушание благочинного, а позднее стал духовником обители.
17 декабря 2003 года решением Архиерейского Собора РПЦЗ сошёл в состав созданной тогда же комиссии Русской Православной Церкви Заграницей по переговорам со встречной Комиссией Московского Патриархата.
В мае 2006 года был Делегатом IV Всезарубежного Собора Русской православной церкви заграницей, где выступил с докладом «Миссия Русской православной церкви заграницей».
Решением состоявшегося 18-20 апреля 2007 года Архиерейского Синода РПЦЗ включён в состав официальной делегации, направленную на подписание Акта о каноническом общении, возглавляемую Митрополитом Лавром.
В 2007 году вошёл в Научно-редакционный совет, созданный тогда же МДА и ИВИ РАН для работы над проектом проектом фундаментального исследования «История русского православного зарубежья».
19-20 ноября 2007 года в Москве принял участие в Международной церковно-общественной научной конференции «1917-й: Церковь и судьбы России (к 90-летию Поместного Собора и избрания Патриарха Тихона)», состоявшемся в конференц-зале ПСТГУ на Новокузнецкой.
21 мая 2008 года был избран настоятелем Свято-Троицкого монастыря в Джорданвилле, а 6 сентября 2008 года решением Архиерейского Синода РПЦЗ назначен ректором Свято-Троицкой духовной семинарии.

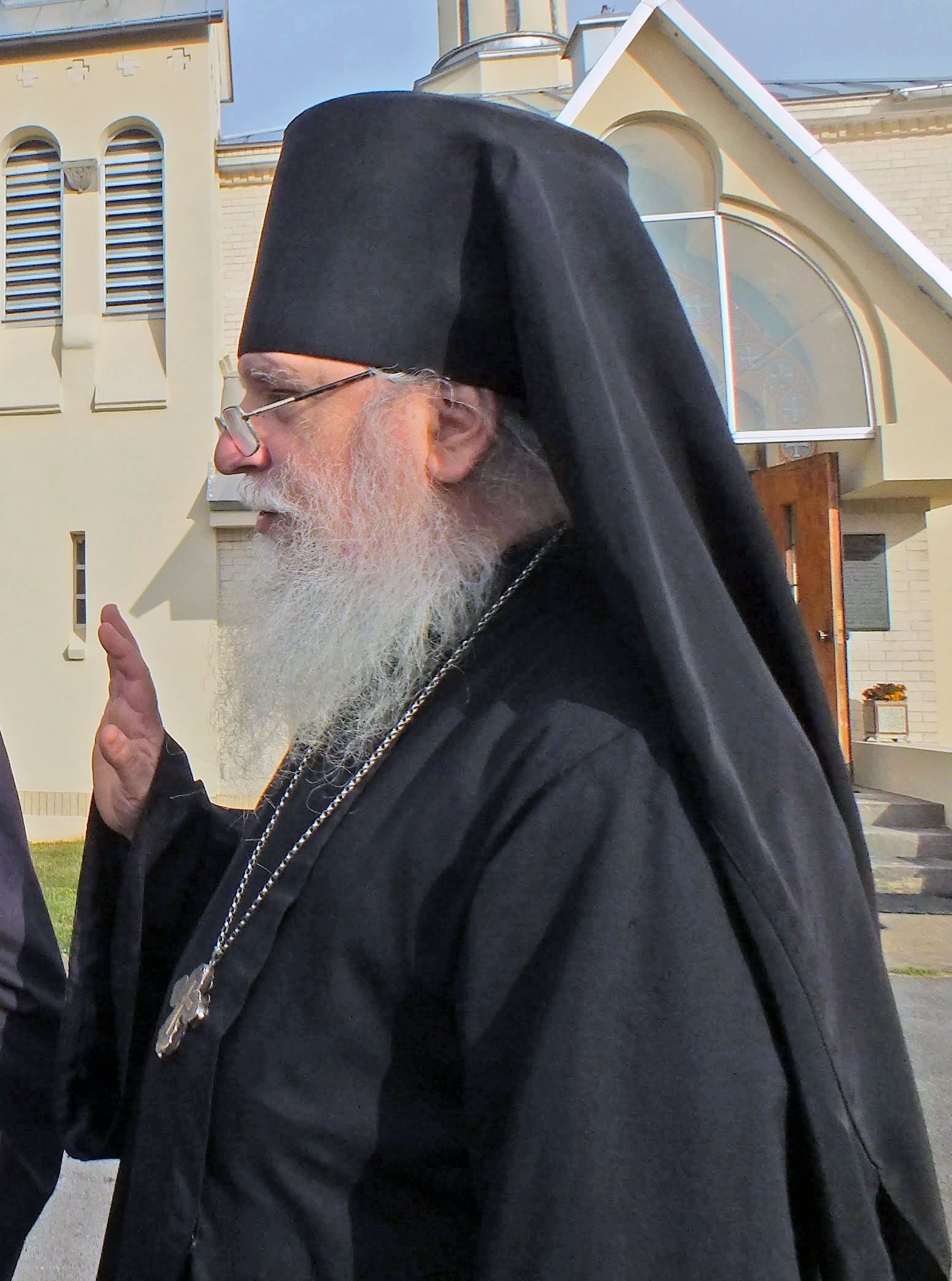
Архимандрит Лука (Мурьянка) в Свято-Троицком монастыре в Джорданвилле (2015)

В январе 2009 года был делегатом на Поместном Соборе Русской православной церкви от монашествующих Восточно-Американской епархии.
5 мая 2009 года решением Архиерейского Собора РПЦЗ включён в состав образованной тогда же комиссии по диалогу с ПЦА, задачей которой было восстановить евхаристическое пощение с данной поместной Церковью.
30 июня 2015 года на очередном заседании Епархиального совета Восточно-Американской епархии в силу многочисленных обязанностей в Свято-Троицком монастыре и семинарии был освобождён от обязанностей благочинного.
13 сентября 2015 года принял участие в паломничестве и епархиальных торжествах в селе Ладомирова Прешовской епархии Православной Церкви Чешских Земель и Словакии.
6 декабря 2018 года Архиерейским синодом Русской зарубежной церкви избран епископом Сиракузским, викарием Восточно-Американской епархии. Данное решение 28 декабря того же года было утверждено решением Священного синода Московского патриархата.
11 февраля 2019 года вечером в Троицком соборе Джирданвилльского монастыря состоялось его наречение во епископа, которое совершили митрополит Восточно-Американский и Нью-Йоркский Иларион (Капрал), митрополит Запорожский и Мелитопольский Лука (Коваленко), архиепископ Монреальский и Канадский Гавриил (Чемодаков) и епископ Манхэттенский Николай (Ольховский). 12 февраля там же за литургией состоялась его архиерейская хиротония, которую совершили те же иерархи.

## Сочинения
статьи
- «Reflections on the 200th Anniversary of the French Revolution» // Orthodox Life, 1989. — pp. 21-30, pp. 21-33
- An Answer to the Orthodox Church in America’s Document. Why deepen the Schism? // Orthodox Life, Vol. 40, № 6 (Nov-Dec 1990). — pp. 10-26
- Commentary on latest Recommendations of Joint Commission for Theological Dialogue between the Orthodox and Oriental Orthodox Churches // Orthodox Life, vol. 42, no. 3 (May-June 1991). — pp. 5-18.
- «Concerning the Tradition of Long Hair and Beards» // Orthodox Life, Vol. 45, No. 5 (Sept-Oct 1995), pp. 41-43.
  - О традиции ношения духовенством длинных волос и бород. // Православная Русь. 1997. — № 15 (1588)
- New Age Philosophy, Orthodox Thought, and Marriage // Orthodox Life, No. 3, 1997
- Архипастырское посещение общин юга США и съезд в Джорджии. // Православная Русь. 1999. — № 2 (1623).
- «A Patristic Reading of Flaubert’s Madame Bovary» // Orthodox Life. 2001. pp. 38-49
  - «Мадам Бовари» Флобера и святоотеческое учение о грехе // Новый журнал. — Нью-Йорк, 2003. — Кн. 231. — С. 191—209.
- Сообщение архимандрита Луки (Мурьяки) о поездке на первую встречу комиссии по переговорам между Русской Зарубежной Церковью и Московской Патриархией. // Православная Русь. 2004. — № 17 (1758).
  - Сообщение о первой встрече комиссии по переговорам между Русской Зарубежной Церковью и Московской Патриархией, 2/15 июля 2004 г. // «Русская линия», 27.07.2004
- Aleksei Khomiakov : A Study of the Interplay of Piety and Theology // A.S. Khomiakov : Poet, Philosopher, Theologian / edited by V. Tsurikov; Editorial Board H. Baran, R. Bird, P. Hunt, A. Klimoff, P. Valliere; Forew. by М. Раева ; Afterword by R. Bird. — Jordanville, N.Y. : Holy Trinity Seminary, 2004. — 20-37. — (Readings in Russian Religious Culture ; Vol.2)
- Миссия Русской Православной Церкви Заграницей (доклад) // pravoslavie.ru, 14 мая 2006
- Archimandrite Flor (Vanko): December 9, 1926 — September 4, 2012 // Orthodox Life. 2012. — № 6
  - Архимандрит Флор (Ванько) (+04.09.2012) // Журнал Московской Патриархии. 2012. — № 11. — С. 94-96
- St. Alexis, a resolute zealot for Orthodoxy // pravoslavie.ru, 16 октября 2015
- Welcome to Orthodox Life // orthodoxlife.org, 16 декабря 2016
- «I Was Born This Way» is Not the Utterance of a Christian // orthodoxlife.org, 22 февраля 2018

интервью
- «Новые семинарские программы» ‒ Интервью с ректором Св. Троицкой семинарии архимандритом Лукой (Мурьянкой) // eadiocese.org, 16 июня 2014
- «Наши корни — в Русской Церкви» — Интервью с архим. Лукой (Мурьянкой) // eadiocese.org, 10 ноября 2016 г.